# Saba Qom FC
Saba Qom FC är en fotbollsklubb i Robat Karim i Iran. Laget grundades redan 2002 under namnet Saba Battery. Laget debuterade i Irans första liga IPL 2005-2006 och kom på 4:e plats. Annars vann de Hafiz Cup och Iran Super Cup 2004. Laget byte namn till det nuvarande 2007/2008. Klubben lade ner sin verksamhet 2018. 